# Bomolocha columbiata
Bomolocha columbiata är en fjärilsart som beskrevs av Paul Dognin 1914. Bomolocha columbiata ingår i släktet Bomolocha och familjen nattflyn. Inga underarter finns listade i Catalogue of Life.